# Hyphessobrycon simulatus
Hyphessobrycon simulatus es una especie de pez de la familia Characidae en el orden de los Characiformes.

## Morfología
Los machos pueden llegar alcanzar los 3 cm de longitud total.

## Alimentación
Tiene una dieta omnívora.

## Hábitat
Vive en zonas de clima tropical entre 24 °C - 26 °C de temperatura.

## Distribución geográfica
Se encuentran en Sudamérica:  cuencas de los ríos  Maroni,  Mana,  Sinnamary,  Kourou,  Condado,  Approuague y  Oyapock en la Guayana Francesa.